# Kohir Rasulzoda
Kohir Rasulzoda (în tadjikă Қоҳир Расулзода, în persană قاهر رسول‌زاده; n. 8 martie 1961, Khistevarz⁠(d), Republica Sovietică Socialistă Tadjikă, URSS) este un politician tadjic și actual prim-ministru al Tadjikistanului din 2013. A îndeplinit anterior funcția de guvernator al provinciei Sughd din 2007 până în 2013.
1. ↑  COMPOSITION OF THE GOVERNMENT OF THE REPUBLIC OF TAJIKISTAN (în engleză), accesat în 17 decembrie 2021